# أندريه أوليفييه
أندريه أوليفييه (بالإنجليزية: André Olivier) هو عداء مسافات متوسطة جنوب أفريقي، ولد في 29 ديسمبر 1989 في بيترماريتزبرغ في جنوب أفريقيا.

## وصلات خارجية
- أندريه أوليفييه على موقع الاتحاد الدولي لألعاب القوى (الإنجليزية)
- أندريه أوليفييه على موقع الدوري الماسي (الإنجليزية)
- أندريه أوليفييه على موقع أوليمبيديا (الإنجليزية)
- أندريه أوليفييه على موقع اتحاد ألعاب الكومنولث (مؤرشف) (الإنجليزية)